# Chonburi
Chonburi (in thailandese ชลบุรี, Chon Buri; pronuncia IPA [tɕ͡ʰōn bū.rīː] ) è una città minore (thesaban mueang) della Thailandia e nel 2018 aveva una popolazione residente stimata di 27 057 abitanti. Il territorio comunale è compreso nel Distretto di Mueang Chonburi, che è capoluogo della Provincia di Chonburi, nel gruppo regionale della Thailandia dell'Est.
In città si trovano le amministrazioni del distretto e della provincia, al cui interno vi sono però diversi centri abitati più grandi tra i quali Chaophraya Surasak, che nel 2018 aveva 138 197 residenti, e la popolare e affollata Pattaya, che quello stesso anno aveva 119 122 residenti ma nel censimento 2010 aveva 320 262 tra residenti, domiciliati ecc.

## Geografia
La città si affaccia sulla sponda orientale della baia di Bangkok ed è situata 84 km a sud-est della capitale Bangkok. Si trova in una zona pianeggiante e ai confini di sud/sud-est vi sono i primi contrafforti del massiccio del Khao Khiao.